# Podmyče
Podmyče település Csehországban, a Znojmói járásban. Podmyče Starý Petřín, Šafov, Lančov és Vranov nad Dyjí településekkel határos. Lakosainak száma 115 fő (2024. január 1.).

## Népesség
A település lakosságának változását az alábbi diagram mutatja:
| Lakosok száma | 231  | 273  | 284  | 215  | 169  | 98   | 96   | 102  | 112  | 115  |
|               | 1869 | 1890 | 1921 | 1950 | 1980 | 2001 | 2017 | 2019 | 2022 | 2024 |